# 孙秀云
孙秀云（1966年5月—），女，山东昌邑人。中国物理化学家，吉林化工学院教授。中国民主同盟盟员。民盟吉林省委副主委、吉林市政协副主席、民盟吉林市委主委。

## 生平
1985年9月至1989年7月，在吉林大学物理系光学专业学习，获学士学位。1989年7月至1994年9月，在吉林医学院基础部物理教研室工作，历任教师、助教；1994年9月至1999年7月，在吉林大学化学系物理化学专业攻读硕士、博士研究生，1996年6月获理学博士学位。1999年10月至2000年10月，在日本山形大学担任研究员。2001年1月至2003年12月，在中国科学院长春光学精密机械与物理研究所吉化博士后工作站工作。1999年至2016年，在吉林化工学院任教，历任制药与应用化学系副主任，科研处处长兼制药与应用化学系主任，吉林化工学院副院长等职。2004年破格晋升为教授。2010年获国务院政府特殊津贴。
2006年2月加入民盟。2017年6月至今，担任民盟吉林省委副主委、吉林市政协副主席、民盟吉林市委主委。